# Before the Dawn (группа)
Before the Dawn — финская англоязычная метал-группа. Название группы переводится с английского, как «Перед Рассветом».

## История
Группа была основана в 1999 году Туомасом Саукконеном. Через два года, в 2001 году, Before the Dawn выпускают первый мини-альбом Gehenna. Первым и единственным синглом с альбома стала песня «Not Divine As Them». После записи первого альбома состав перестал отвечать требованиям Туомаса к технике игры. Участники группы были распущены. Через полгода Туомас опять находит новую команду. В группу приходит вокалист Пану Вилман. Вместе с новой командой Туомас успешно записывает два официальных альбома: My Darkness и 4.17 am. С этих альбомов не было выпущено ни одного сингла. После записи этих альбомов, музыканты покинули группу, сказав, что Туомас слишком много требует. Потом появился третий состав музыкантов, игравших в группе около пяти лет. После появления третьего состава, вышло ещё 3 альбома: The Ghost, Deadlight и Soundscape of Silence в 2005, 2007 и 2008 году соответственно. Были выпущены синглы Black Dawn, Disappear, Deadsong, Faithless, Dying Sun Осенью 2009 года Before the Dawn совершили тур Decade of Darkness, в рамках которого посетили множество европейских стран. Тур закончился 18 декабря 2009 года.
10 января 2013 года Туомас Саукконен объявил о том, что Before the Dawn прекращает своё существование. Закрыв также все свои прочие проекты, он создал новую группу, названную Wolfheart.
01 мая 2021 года Before the Dawn выпускают сингл The Final Storm, в котором также принимает участие бывший басист и вокалист Ларс Эйкинд. 
7 сентября 2022 группа выпускает новый сингл «Downhearted» и обновляет свой состав, финалист Голоса Финляндии 2022 Паво Лапотти берет на себя обязанности вокалиста, в то время как Туомас переходит на ударные и оставляет за собой работу со студийными инструментами. Выход предстоящего альбома запланирован на ранее лето 2023. 

## Жанр
Поскольку Before the Dawn долгое время выпускали альбомы на лейбле Locomotive Music, который специализировался на готической музыке, группе был дан жанр готик-метал. Самый первый мини-альбом действительно был представителем этого жанра. Когда Before the Dawn разорвали контракт с лейблом, тогда их поклонники стали думать над тем, к какому жанру группа принадлежит. Большинство журналов, таких как Stalker Magazine, писали, что Before the Dawn — мелодичный дэт-метал или мелодичный дарк-метал. 
Также у Саукконена есть 5 групп (The Final Harvest, Black Sun Aeon, Teargod, Dawn of Solace,Wolfheart), в которых он является участником, а чаще — продюсером.

## Состав
- Туомас Саукконен (фин. Tuomas Saukkonen) — ударные, вокал (до 2022), ритм-гитара и клавишные (в студии).
- Юхо Ряйхя (фин. Juho Räihä) — гитара
- Пюрю Хански (фин. Pyry Hanski) — бас-гитара, бэк-вокал
- Паво Лапотти (фин. Paavo Laapotti) — вокал (2022-н.в.)

## Дискография группы

### Студийные альбомы
| Название альбома      | Год выхода | Лейбл                 |
| --------------------- | ---------- | --------------------- |
| My Darkness           | 2003       | Locomotive Music      |
| 4:17 am               | 2004       | Locomotive Music      |
| The Ghost             | 2006       | Locomotive Music      |
| Deadlight             | 2007       | Stay Heavy Records    |
| Soundscape of Silence | 2008       | Stay Heavy Records    |
| Deathstar Rising      | 2011       | Nuclear Blast Records |
| Rise of the Phoenix   | 2012       | Nuclear Blast Records |
| TBA                   | 2023       |                       |

### Синглы
| Название          |  | Год Выхода |
| ----------------- |  | ---------- |
| «Faithless»       |  | 2007       |
| «Deadsong»        |  | 2007       |
| «The Final Storm» |  | 2021       |
| «Downhearted»     |  | 2022       |

### Демо и EP
| Название                         | Год Выхода |
| -------------------------------- | ---------- |
| To Desire (Demo)                 | 2000       |
| Gehenna EP                       | 2001       |
| My Darkness MCD                  | 2002       |
| Decade Of Darkness EP            | 2010       |
| Decade Of Darkness EP (CD + DVD) | 2011       |

### Видеоклипы
- «Not Divine As Them»
- «Black Dawn»
- «Disappear»
- «Faithless»
- «Deadsong»
- «Dying Sun»
- «Deathstar»
- «Phoenix Rising»
- «Pitch-Black Universe»
- «The Final Storm»